# دنی لینس
دنی لینس (پرتغالی: Dani Lins؛ زادهٔ ۵ ژانویهٔ ۱۹۸۵) یک بازیکن والیبال اهل برزیل عضو تیم ملی والیبال زنان برزیل است.
دنی با تیم ملی برزیل در المپیک ۲۰۱۲ لندن به مدال طلا دست یافت، سه طلا و سه نقره جایزه بزرگ جهان، یک نقره و یک برنز قهرمانی جهان از دیگر دست‌آوردهای با تیم ملی برزیل است. او همچنین مدال برنز جام باشگاه‌های جهان را با سائوپائولو تجربه کرد.